# Epigloea grummannii
Epigloea grummannii är en lavart som beskrevs av Döbbeler. Epigloea grummannii ingår i släktet Epigloea och familjen Epigloeaceae.   Inga underarter finns listade i Catalogue of Life.